# Obereopsis laosensis
Obereopsis laosensis là một loài bọ cánh cứng trong họ Cerambycidae.